# El Lobo, Jalisco
El Lobo är en ort i Mexiko.   Den ligger i kommunen Unión de San Antonio och delstaten Jalisco, i den centrala delen av landet, 300 km nordväst om huvudstaden Mexico City. El Lobo ligger 1 946 meter över havet och antalet invånare är 127.
Terrängen runt El Lobo är platt åt sydväst, men åt nordost är den kuperad. Runt El Lobo är det mycket tätbefolkat, med 1 313 invånare per kvadratkilometer. Närmaste större samhälle är León de los Aldama, 13,4 km öster om El Lobo. I omgivningarna runt El Lobo växer huvudsakligen savannskog.